# 菅原由勢
菅原由勢（日语：／ Sugawara Yukinari，2000年6月28日—），日本足球運動員，司職後衛，現效力英超球會南安普顿，日本國家足球隊成員。

## 俱樂部生涯
出生于2000年的菅原由势18岁时就踢上了职业联赛。2018赛季，名古屋鲸鱼主帅风间八宏将他从U18梯队提拔到了一线队，并直接成为球队的主力。
前两轮比赛，第一轮他们客场3∶2击败大阪飞脚，第二轮主场1∶0小胜磐田喜悦。菅原由势受到了媒体和球迷的好评。
但从第3轮开始，名古屋鲸鱼遇到了长达15轮的不胜，其中只有3场平局，还包括一波8连败。这期间，菅原由势在15场比赛中首发10次，替补出场1次，大部分时间作为球队的主力中后卫出战。在他出场的总共1080分钟时间里，球队竟然疯狂丢掉了24球。作为一名主力中后卫，这样的数据显然是不合格的。因此，从第15轮开始，年轻的菅原由势被弃用，第17轮开始，他就再也没有进入过球队的大名单。
到了2019赛季，菅原由势在队内已经没有位置了。于是，阿尔克马尔成了当时菅原由势最好的选择，菅原由势决定加入球队。
欧联杯第3轮中，阿尔克马尔主场6-0战胜阿斯塔纳，19岁的日本右后卫菅原由势71分钟替补登场打入个人欧战处子球。
去年8月5日荷甲首轮比赛，阿尔克马尔4∶0大胜幸运薛达，菅原由势下半场第84分钟接队友传中破门，成为继尾崎加寿夫（比勒费尔德）、中田英寿（佩鲁贾）、中村敬斗（川迪）之后，第4位在欧洲联赛首秀中取得进球的日本球员。
荷甲第15轮阿尔克马尔主场迎战芬洛的比赛中，菅原由势在比赛第39分钟打入一记低射破门，最终以1-0战胜对手，帮助球队取得5连胜。
随着赛季的进行，菅原由势逐渐坐稳了球队主力轮换的位置。在一些比赛中，中后卫出身的他，甚至被安排在边前卫的位置上，进攻属性逐渐被开发出来。整个赛季，菅原由势代表阿尔克马尔在荷甲联赛出场16次，打进2球。2020年2月，名古屋鲸鱼和阿尔克马尔同时宣布，菅原由势从租借加盟变永久转会，球员与阿尔克马尔签下一份为期五年的合约。
6月16日，都灵体育报公布了2020年欧洲金童奖候选名单，菅原由势入选。
2023年1月26日，荷甲联赛，阿尔克马尔客场4-1大胜前进之鹰。菅原由势贡献1射2传造3球的表现，帮助球队稳住联赛第二的位置。

## 國家队生涯
2017年，入选日本U17足球代表队參加2017年国际足协U-17世界杯。
在2019年他还入选了日本U20足球代表队，代表日本征战世青赛，他首发出战全部4场比赛。2019年U20世青赛对阵韩国的淘汰赛，正是菅原由势在右后卫位置上处理球不当，被韩国队完成传中由吴世勋头球打入制胜一球。
菅原由势在2020年日本对阵喀麦隆的友谊赛中出场过4分钟。
2022年5月，入选日本足球协会公布的参加6月麒麟杯赛事男足28人大名单。

## 榮譽
日本U19
- U-19亞洲盃季軍 : 2018

## 外部連結
- 菅原由勢的X（前Twitter）
- 日本職業足球聯賽中的菅原由勢 （日語）
- Profile at Nagoya Grampus （页面存档备份，存于）